# Concrete CMS

Concrete CMS（コンクリートシーエムエス）は、オープンソースのコンテンツ管理システムである。以前はconcrete5(コンクリートファイブ)という名称であったが、リブランディングにともない、現在の名称となった。一般的なWebサイトや、イントラネットのサイトに利用される。いわゆるLAMPスタックで構成され、WebサーバーとPHP/MySQL（またはMariaDB）によって動作する。

## 概要
Concrete CMSは、最小限のスキルを持ったユーザーであれば利用できるように設計されている。編集権限の与えられているユーザーがログイン状態であれば、ウェブブラウザにページが表示されている状態から、直接編集ができるモードに移行できる。各ページは、Wikiのようにバージョン管理が可能である。内蔵された画像エディタを用いて、アップロードした画像の編集も可能である。2021年には、6万2,000件を超えるサイトが　Concrete CMSで作られていることが確認された。
フィル・グロックナーは「Concrete CMSのデモを1時間ほど使って、システムの仕組みに慣れることができた」と、ReadWriteにて述べている。
ITライターの小泉健太郎は、ホスティングサービス事業者カゴヤ・ジャパンのウェブメディアに寄稿した記事にて「コーポレートサイト・企業サイトの作成に適している」と記した。

## ライセンス
Concrete CMS は 自由ソフトウェア (FOSS)である。 MITライセンスのもと公開されており、ライセンスの範囲内で誰でも自由に利用することができる。

## 設計
Concrete CMSは、MVCアーキテクチャとオブジェクト指向によって設計されている。サーバーサイドキャッシュ、開発者用API、バージョン管理システム、SEOなどの機能が、コア機能として最初から用意されている。
Symfonyをベースに、一部Laravelの機能が採用されている。この上で、Concrete CMS独自の機能が実装されており、コアの機能はオーバーライドによって、実装者がカスタマイズできる設計となっている。これにより、カスタマイズした内容を簡単に追加したり解除することができる。

## インラインコンテンツ管理のGUI

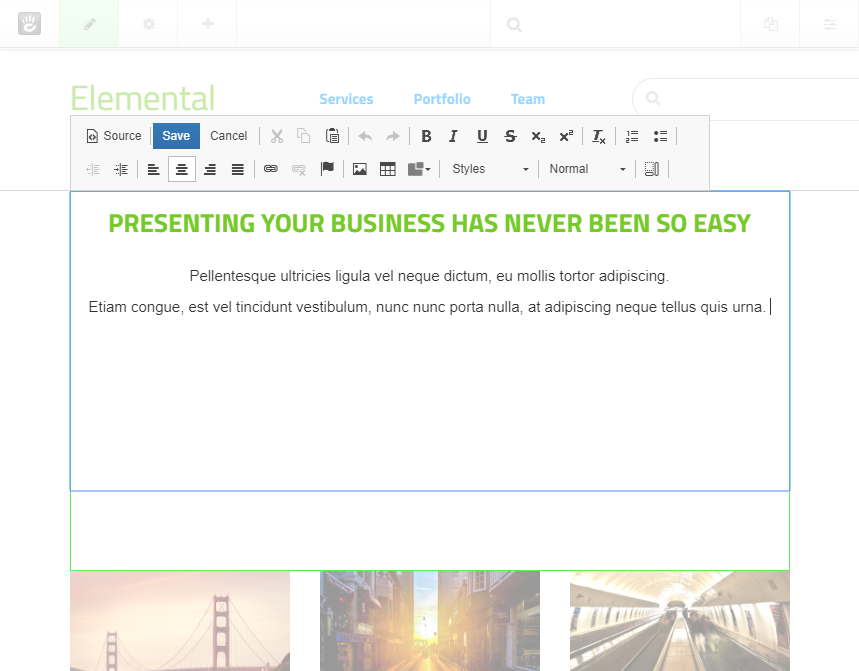
Concrete CMSのインライン編集の場面を表したスクリーンショット

Concrete CMS は、直接編集機能（ブラウザ上で、ページを表示された見た目のまま編集可能とする、管理者向けのエディタ機能）を標準で備える。
編集可能なエリアは、Concrete CMSのテンプレート上にて定義されており、このエリアに対して、コンテンツをブロックとして挿入可能となる。これらのブロックは、テキストや画像といったシンプルなコンテンツから、スライドショーやコメントシステム、ファイルのリスト、地図といったより複雑で高度なコンテンツ機能などにも対応する。Concrete CMSのマーケットプレイスより、アドオンをインストールすることによって、さらに豊富な機能を追加することもできる。
Concrete CMSは、サーバーにインストールすると自動的にConcrete CMS配信側のサーバーと接続され、自動アップグレードや、アドオンのインストール、アドオン費用の決済などが利用できるようになる。なお、この機能は無効にすることも可能である。

## 歴史
2003年、アメリカ合衆国オレゴン州にてWeb制作の業務に携わっていたフランツ・マルーナとアンドリュー・アンブラーによって開発された
。二人はPortland Labs（ポートランド・ラボ）という名称にてWeb制作企業を営んでおり、この企業は現在も存続している。
広告代理店であるアド・カウンシル（英語: AdCouncil）によるルイス・クラーク探検隊200周年を記念するプロモーションの一環として、そのウェブサイトをPortland Labsに依頼した。迅速に構築するために開発がスタートした（なお、このサイトは現存しない）。
Versions 7より、Conrete CMSのソースコードは一新され、過去のバージョンとは互換性を持たなくなった。過去のバージョンは「レガシーバージョン」とされ、2019年8月24日をもって、EOLを迎えた。Version 7以降である「モダンバージョン」は、一新されたユーザーインターフェースを持つ。ユーザーが自由に定義可能なデータモデル「エクスプレス」機能を有し、拡張された権限機能や直接編集機能を提供する。
Version 9は、2021年10月にリリースされた。このメジャーバージョンアップでは、新たにマルチサイト機能、掲示板機能、新設計されたギャラリーブロックや、Bootstrap 5ベースの新UIを提供する。

### 開発のコンセプト
3つのルールでサイト運用のできるシステムとして開発された。
- 簡単に - マイクロソフト Wordを使いこなせる人がサイト運用できること。
- 柔軟に - 技術的な限界をなくし、クライアントが自由に意思決定とサイト 運営が出来るようにすること。
- 堅固に - 秒間1万人のサイト来訪者があっても対応できること。

### 年表
- 2003年 Portland Lab.によって、ルイス・クラーク探検隊200周年記念サイト用のCMSとして開発された。
- 2004年 建物の建材としてあらゆるモノになれるコンクリート。コンクリートの出現が建設業界に大きな変化をもたらしたのと同じように、CMSに大きな変化をもたらせる事が出来ればという思いから「Concrete」と名付けられる。この時点での名称とバージョンは「Concrete v.2」
- 2005年 コミュニティーをつくる拡張プラグインが開発される。簡単なウィザードを制作し、サイトの中で記事を直接編集出来るようになる。この時点での名称とバージョンは「Concrete v.3」
- 2007年 ユーザーのシステムを見直し、管理画面とフロントでの記事編集機能が融合される。この時点での名称とバージョンは「Concrete v.4」
- 2008年 インターフェースが刷新され、テンプレートの仕組みも完全に変更された。このバージョンを持ってv.5とし、「concrete5」の名称が与えられた。このバージョンからオープンソースとして公開され、世界中のユーザーが開発に参加し、ライセンス費用なしで利用することが可能となった。
- 2009年4月 日本語公式サイトオープン
- 2012年8月 コンクリートファイブジャパン株式会社(現：株式会社マカルーデジタル)設立
- 2014年『concrete5公式ガイドブック』発行、コンクリートファイブジャパン社による、日本におけるパートナー制度が開始
- 2016年 日本語公式サイトのユーザ登録数は約2300名
- 2018年4月 『世界一わかりやすい concrete5導入とサイト制作の教科書』発行

### 受賞歴
- SourceForgeの「今月のプロジェクト」（2008年10月）[出典 9]
- CMS Critics 2015年デザイナー向けCMS賞[出典 10]
- Trustradius Top Rated award  2021[注 4]

## 動作環境
システム動作要件

### 8.x システム要件
Apache Nginx などの Web サーバー (Apache24を推奨)
PHP 5.5.9 以降 (PHP 5.6.x & 7.x を推奨)
PHP モジュール:
mysql (PDO Extension), DOM, SimpleXML, CURL, GD（要freetype), FileInfo, ZipArchive, mcrypt, openssl, mbstring, iconv (Zend Locale用に必要)

### 5.7 システム要件
Apacheなどの Web サーバー (Apache2を推奨)
PHP 5.3.3 以降 (PHP 5.6 もしくは 7 を推奨)
PHP 7.1 (同梱ライブラリのエラーのため要パッチ)
PHP モジュール:
CURL, zip, mcrypt, openssl, GD（要freetype）, mysql (PDO Extension), mbstring, iconv (Zend Locale用に必要)

### ブラウザ環境
ブラウザは最新バージョンを推奨している (Internet Explorer, Firefox, Chrome, Safari)。
※Internet Explorer 6-8は編集作業を行えないため非対応。

## コミュニティ
Concrete CMSはプロジェクトに貢献する多くのユーザーを抱えるコミュニティが存在する。2023年8月には、それ以前より258名のコントリビューターが増加したことが確認された。

### Concrete CMSを利用する特筆性のあるWebサイト
- アメリカ陸軍[出典 11]
- United States Army's Family and MWR Programs[出典 11]
- U.S. Army World Class Athlete Program[出典 11]
- Flathead County, Montana[出典 12]
- Milwaukee Mitchell International Airport[出典 12]
- Potawatomi Hotel & Casino[出典 13]
- Mid Michigan Community College[出典 12]